# Näckrospion
Näckrospion (Paeonia emodi) är en art i familjen pionväxter som förekommer naturligt i nordöstra Afghanistan till nordvästra Nepal. Arten kan odlas som trädgårdsväxt i Sverige. Ibland kallas luktpionsorten 'Bowl of Beauty' för näckrospion.

## Synonymer
Paeonia emodi f. glabrata (Hook f. & Thoms.) Hara
Paeonia emodi var. glabrata Hook f. & Thoms.